# Geestscheffel
Der Geestscheffel war ein Flächen- und Aussaatmaß in den norddeutschen Geestgebieten.
- 1 Geestscheffel = 200 Quadratruten (Hamburger) (1 Rute = 16 Fuß) = 0,42047 Hektar
- 1 Geestscheffel = 1 Morgen (Preußen) = 116,4 Quadratruten (Preußen)

Vergleich: Fläche für 1 Scheffel einfaches Ackerland = 256 Quadratruten = 0,538203 Hektar